# 阿卜杜拉·毕沙拉
阿卜杜拉·毕沙拉（英語：Abdullah Yaccoub Bishara，阿拉伯语：‎，1936年11月6日—），是科威特外交官和立法官员，曾任海湾阿拉伯国家合作委员会首届秘书长。

## 早年
1936年11月6日，毕沙拉出生。1959年，毕业于开罗大学。他随后求学于牛津大学贝利奥尔学院，学习外交学与国际关系。随后他获得美国纽约圣约翰大学的政治科学硕士学位。

## 事业
1959年至1961年，他从事教师职业；之后他加入科威特外交部，在1963年至1964年期间，担任科威特驻突尼斯大使馆二等政治事务秘书。1964年至1971年，他担任科威特外交部办公室主任。1971年至1981年，他被任命为科威特驻联合国大使。
1981年5月26日至1993年4月，他当选海湾阿拉伯国家合作委员会首届秘书长。副秘书长分别是来自阿曼的赛义夫·本·哈希·艾尔·玛斯卡利（Saif bin Hashil Al Maskari）和沙特的阿卜杜拉·易卜拉辛·艾尔·库尔（Abdullah Ibrahim Al Kuwaiz）。1992年，毕沙拉向委员会递交辞职，并在同年12月的阿布扎比市举办的委员会峰会上得到批准。阿联酋外交官法希姆·本·苏尔坦·卡西米接替担任第二届海湾阿拉伯国家合作委员会秘书长。
1997年，毕沙拉离开公职。但在2000年初，他担任科威特总理萨巴赫·艾哈迈德·贾比尔·萨巴赫的高级顾问。同时他也是海湾阿拉伯国家合作委员会的顾问委员会成员，并在科威特外交事务部的海湾事务办公室担任顾问。他还是外教战略研究中心的主席，并担任科威特-英国友好协会的协调员。 此外，2006年，他担任北非控股集团（North Africa Holding）的董事和顾问。

## 个人生活
毕沙拉已婚，并有两个孩子。他也出版过许多书籍，并在许多杂志上发表文章。